# Thelymitra improcera
Thelymitra improcera är en orkidéart som beskrevs av David Lloyd Jones och Mark Alwin Clements. Thelymitra improcera ingår i släktet Thelymitra och familjen orkidéer.
Artens utbredningsområde är Tasmanien. Inga underarter finns listade i Catalogue of Life.